# Chiesa di Santa Maria Assunta (Vigliano Biellese)
La chiesa di Santa Maria Assunta è il principale luogo di culto cattolico di Vigliano Biellese, in provincia e diocesi di Biella. È situato nel centro del paese, in Piazza Chiesa.

## Storia
La chiesa di Santa Maria Assunta a Vigliano Biellese venne costruita tra l'XI e il XII secolo. La primitiva costruzione era in stile romanico, con pianta a tre navate, e mantenne la sua conformazione originaria fino agli inizi del XV secolo, quando fu sottoposta ad un primo restauro.
Nel Seicento, la chiesa fu oggetto di importanti interventi di restauro in stile barocco, con la costruzione degli altari laterali, della nuova abside e l'apertura di nuove cappelle. Nel secolo successivo, furono realizzati altri arredi e la facciata.

## Descrizione

### Esterno
La facciata della chiesa di Santa Maria Assunta a Vigliano Biellese è in stile barocco, con struttura a salienti. Essa è preceduta da un portico che si apre sulla parte anteriore con, al centro, una serliana sorretta da due colonne tuscaniche e, ai lati, due archi a sesto ribassato. Sotto il portico si aprono i tre portali di accesso alla chiesa. La parte superiore della facciata, in corrispondenza della navata centrale, è tripartita verticalmente da quattro lesene corinzie; nella fascia centrale si trova un rosone di forma ovale, mentre in ciascuna delle due laterali si trova una nicchia contenente una statua in terracotta di San Pietro e San Paolo. La facciata termina con un frontone triangolare sormontato da una croce in ferro battuto.
Alla sinistra della chiesa, sorge il campanile romanico. A pianta quadrata, presenta, nella parte superiore, una bifora su ciascun lato. La torre è coronata da una cuspide a pianta ottagonale affiancata da quattro guglie a pianta quadrata.

### Interno
L'interno della chiesa è a tre navate separate da quattro archi a tutto sesto per lato sorretti da colonne doriche scanalate in marmo. Al di sopra degli archi, nella navata maggiore, corre una fascia affrescata con motivi floreali. Mentre le navate laterali sono coperte con volta a crociera, quella centrale è coperta con volta a botte lunettata, senza separazione in campate, ed è illuminata da finestre rettangolari. Lungo le navate laterali, si aprono alcune cappelle a pianta quadrangolare.
La navata centrale termina con l'abside, avente la stessa altezza e la stessa larghezza. Essa è a pianta rettangolare ed è coperta con volta a vela affrescata. Al suo interno vi è il presbiterio, rialzato di alcuni gradini rispetto al resto della chiesa e cinto da una balaustra marmorea; l'altare maggiore barocco, in marmi policromi, è della fine del Settecento. Lungo le pareti laterali dell'abside, trovano luogo gli stalli lignei del coro, opera di Gaspare Serra (XVIII secolo), sovrastati dalla pala dell'Assunzione di Maria in Cielo.

### Organo a canne
Sulla cantoria in controfacciata si trova l'organo a canne, costruito nel 2007 dalla ditta organaria Dell'Orto & Lanzini.
Lo strumento è a trasmissione meccanica sospesa elettroassistita per le combinazioni e la sua consolle, sporgente dalla cassa, ha due tastiere di 54 note ciascuna ed una pedaliera dritta di 27 note.